# Фильмография Бастера Китона
Фильмография американского актёра Бастера Китона (1895—1966).

## Сценарист
- 1935 — Вечер в опере / A Night At The Opera (в титрах не указан)

## Режиссёр
- 1932 — Голливудский гандикап / The Hollywood Handicap
- 1938 — Голливудский гандикап / Hollywood Handicap
- 1938 — Обтекаемые ритмы / Streamlined Swing
- 1938 — Жизнь в городе N., США / Life in Sometown, U.S.A.
- 1946 — Жениться легко / Easy to Wed
- 1951 — Извините мой прах / Excuse My Dust

## Актёр
- 1917 — Помощник мясника / The Butcher Boy
- 1917 — Его брачная ночь / His Wedding Night
- 1917 — О, доктор! / Oh Doctor!
- 1917 — Кони-Айленд / Coney Island
- 1917 — Деревенский герой / A Country Hero
- 1918 — Наш Дикий Запад / Out West
- 1918 — Коридорный / The Bell Boy
- 1918 — Самогон / Moonshine
- 1918 — Спокойной ночи, сестричка! / Good Night, Nurse!
- 1918 — Повар / The Cook
- 1919 — За кулисами / Back Stage — работник сцены
- 1919 — Деревенщина / The Hayseed
- 1920 — Гараж (Начальник пожарных) / Garage, The; aka Fire
- 1920 — Сводка новостей / Round-Up
- 1920 — Балда / The Saphead
- 1925 — Пародии / Charaster Studies
- 1928 — Кинооператор
- 1928 — Пароход Билл-младший / Steamboat Bill, Jr.
- 1929 — Голливудское ревю 1929 года / The Hollywood Revue of 1929
- 1930 — Холостой и беззаботный / Free and Easy
- 1930 — Пехотинцы / Doughboys
- 1931 — Кабинет, спальня и ванная / Parlor, Bedroom and Bath
- 1931 — Украденные драгоценности / The Stolen Jools (The Slippery Pearls)
- 1931 — Тротуары Нью-Йорка / Sidewalks of New York
- 1932 — Страстный водопроводчик / The Passionate Plumber
- 1932 — Разговаривай свободнее / Speak Easily
- 1933 — Что?! Нет пива? / What! No Beer?
- 1935 — Палука из Падуки / Palooka from Paducah
- 1935 — Деревенская любовь / Hayseed Romance
- 1935 — Мужчина из квартиры Е / The E-Flat Man
- 1935 — Робкий юноша / The Timid Young Man
- 1935 — Захватчик / The Invader
- 1936 — Звёзды «Санкиста» в Палм-Спрингс / Sunkist Stars at Palm Springs
- 1936 — Трое на ветке / Three on a Limb
- 1936 — Химик / The Chemist
- 1937 — Тюремные соблазны / Jail Bait
- 1937 — Дитто / Ditto
- 1939 — Чума с Запада / Pest from the West
- 1939 — Плетясь по Джорджии / Mooching Through Georgia
- 1939 — Сплошное удовольствие / Nothing But Pleasure
- 1940 — Укрощение сетки для волос / The Taming of the Snood
- 1940 — Новая луна / New Moon
- 1940 — Привидение заговорило / The Spook Speaks
- 1940 — Её по-прежнему преследует негодяй / The Villain Still Pursued Her
- 1940 — Маленький Эбнер / Li’l Abner
- 1940 — Его бывшая оставляет след / His Ex Marks the Spot
- 1940 — Извините, но положение обязывает / Pardon My Berth Marks
- 1941 — Так что не жалуйтесь / So You Won’t Squawk
- 1941 — Она — нефтяная скважина / She’s Oil Mine
- 1943 — Вечность и один день / Forever and a Day — помощник водопроводчика
- 1944 — Я люблю тебя, Сан-Диего / San Diego I Love You
- 1945 — Это дух / That’s the Spirit
- 1945 — Та ночь с тобою / That Night with You
- 1946 — Божий край / God’s Country
- 1946 — Шумиха на Луне / Boom in the Moon
- 1949 — Милый жулик / The Lovable Cheat
- 1949 — Ты для меня всё / You’re My Everything
- 1950 — Чудесные времена / Wonderful Times
- 1950 — Бульвар Сансет / Sunset Blvd — в роли самого себя
- 1952 — Рай для Бастера / Paradise for Buster
- 1952 — Огни рампы / Limelight — партнёр Кальверо
- 1954 — Пробуждение / The Awakening — Человек (Служащий, прототип — Акакий Акакиевич Башмачкин)
- 1956 — Вокруг света за 80 дней / Around the World in Eighty Days — кондуктор
- 1960 — Приключения Гекльберри Финна / The Adventures of Huckleberry Finn
- 1961 — Сумеречная зона / The Twilight Zone
- 1963 — Этот безумный, безумный, безумный, безумный мир / It’s a Mad Mad Mad Mad World — Джимми
- 1963 — Триумф Лестера Снэпуэлла / The Triumph of Lester Snapwell
- 1964 — Девушка и марсианин / The Maid and the Martian
- 1964 — Пижамная вечеринка / Pajama Party
- 1964 — Фильм / Film
- 1965 — Сержант Мёртвая Голова / Sergeant Deadhead
- 1965 — Железнодорожник / The Railrodder
- 1965 — Как справиться с диким бикини / How to Stuff a Wild Bikini
- 1965 — Бастер Китон вновь на коне / Buster Keaton Rides Again
- 1965 — Пляжные игры / Beach Blanket Bingo
- 1966 — Писака / The Scribe
- 1966 — Забавная история, случившаяся по дороге на форум / A Funny Thing Happened on the Way to the Forum — Эрроний
- 1966 — Фильм по Сэмюэлю Беккету / Samuel Beckett’s Film
- 1967 — Два моряка и генерал / Two Marines and a General

## Как режиссёр и актёр
- 1917 — Дом грубых манер / The Rough House
- 1920 — Соседи / Neighbors — юноша
- 1920 — Одна неделя / One Week — жених
- 1920 — Осужденный № 13 / Convict 13
- 1920 — Пугало / The Scarecrow
- 1921 — Дом с привидениями / The Haunted House
- 1922 — Электрический дом / The Electric House
- 1921 — Невезение / Hard Luck
- 1921 — Тайный знак / The «High Sign»
- 1921 — Козёл отпущения / The Goat
- 1921 — Лодка / The Boat
- 1921 — Театр / The Playhouse
- 1922 — Кузнец / The Blacksmith
- 1922 — Бледнолицый / The Paleface
- 1922 — Родственники жены / My Wife‘s Relations (1922, акт., реж.)
- 1922 — Морозный Север / The Frozen North
- 1922 — Полицейские / Cops
- 1922 — Дневные грезы / Daydreams
- 1923 — Три эпохи / Three Ages — юноша
- 1923 — Помешанный на воздушных шарах / The Balloonatic
- 1923 — Наше гостеприимство / Our Hospitality
- 1923 — Любовное гнездышко / The Love Nest
- 1923 — На Запад / Go West
- 1924 — Навигатор / Navigator — Ролло Тредуэй
- 1924 — Шерлок-младший / Sherlock, Jr.
- 1925 — Семь шансов / Seven Chances
- 1925 — На Запад / Go West
- 1926 — Вояка Батлер / Battling Butler — Альфред Батлер
- 1927 — Генерал / General — Джонни Грей
- 1927 — Колледж / College
- 1928 — Пароход Билл-младший / Steamboat Bill, Jr.
- 1928 — Кинооператор / The Cameraman
- 1929 — Женитьба назло / Spite Marriage
- 1934 — Алле-оп! / Allez Oop
- 1934 — Король Елисейских полей / Le roi des Champs-Elysees
- 1934 — Призрачное золото / The Gold Ghost
- 1935 — Моряки и полоски / Tars and Stripes
- 1935 — Элмер в бегах / One Run Elmer
- 1936 — Голубые всполохи / Blue Blazes
- 1936 — Смешанная магия / Mixed Magic
- 1936 — Опера «большого шлема» / Grand Slam Opera
- 1937 — Любовное гнездышко на колесах / Love Nest on Wheels
- 1939 — Голливудская кавалькада / Hollywood Cavalcade
- 1949 — Старым добрым летом / In the Good Old Summertime